# 1924年泰戈尔访华
1924年泰戈尔访华是指印度作家泰戈爾在1924年代期间对新文化运动中的中国进行的访问。此访受到中国政治家、思想家梁启超的讲学社邀请，以及中国诗人徐志摩等人的积极推动，但也受到陈独秀、郭沫若、沈雁冰、瞿秋白、林语堂等人的批评或反对。作为亚洲第一位诺贝尔奖得主，泰戈尔自在上海登陆起即受到了热烈的欢迎，在华期间则举办数十场演讲，还与中国末代皇帝溥仪在内的各界人士会面，泰戈尔在北京期间还获赠中文名“竺震旦”。尽管受到许多欢迎，也有人在泰戈尔演讲中展示“驱象党”的旗号，或是用口号、传单等手段抵制泰戈尔的活动。

## 公开的行程

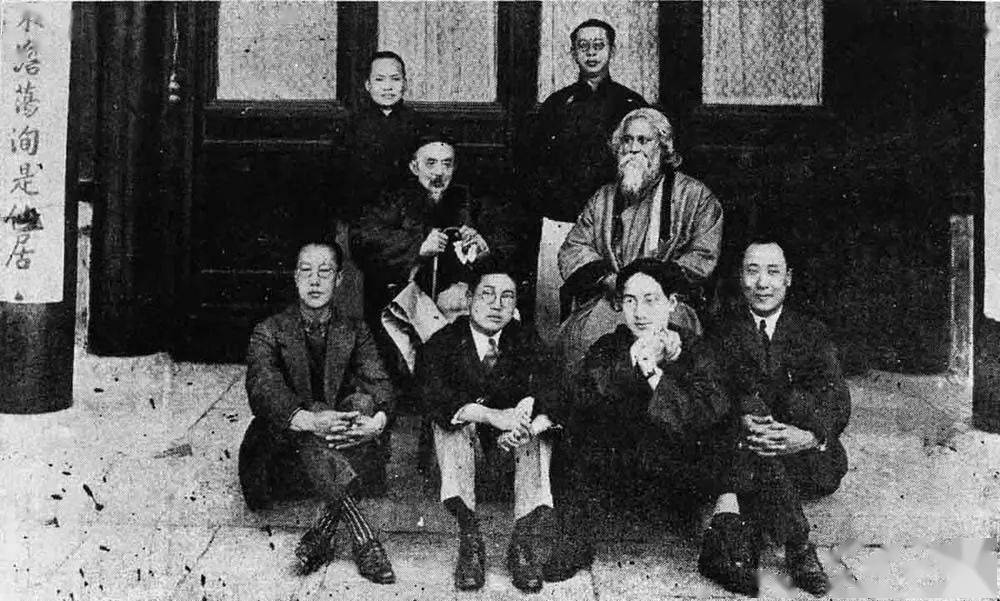
泰戈尔到北京清华学校演讲

4月2日，泰戈尔搭乘搭乘日本客轮“热田丸”，自新加坡启程，前往上海。期间短暂逗留英属马来亚，受到当地印度团体的欢迎。在4月8日逗留香港，居住在浅水湾酒店，期间受到广州政府的延请，惟因船只需在六小时内离港，不能成行前往广州。
4月12日，泰戈尔抵达上海，其船泊于虹口汇山码头，抵达后入住静安寺路沧州别墅。亚细亚协会、东南大学、中华青年会、印侨团体、日侨团体等派出代表在码头迎接。徐志摩、张君劢、郑振铎、殷芝龄、刘湛恩、潘公弼等人在场。迎接会上，泰戈尔接受东方通讯社记者采访，称访华目的在于亚细亚文化、东洋文化之复活，泰戈尔认为世界大战以来，西方文明濒于破产，需要日本、中国、印度国民提携、东洋文明复兴而拯救。
4月14日，由上海沧州别墅乘坐汽车前往上海北站，搭乘快车前往杭州游览西湖，浙江教育界人士在城站欢迎。在杭期间居于西湖饭店。据北京《晨报》消息，泰戈尔来华旅费系自费，与此前访华的杜威、杜里舒等不同。在杭期间，泰戈尔多在居所内，婉拒宴请。4月17日，泰戈尔经由火车返回上海。消息经由硖石人徐志摩预告，泰戈尔途径硖石镇时受到数百名学生的欢迎。
4月23日，泰戈尔抵达南京，与齐燮元会面，会面中泰戈尔劝齐燮元要提倡和平，以使得东方的古老文明得以保存，齐燮元则谢过泰戈尔建议，并表示自己热爱和平与秩序，定当竭力维护之。
5月8日，北京的各界人士为泰戈尔举办了生日会，为泰戈尔赠予中文名“竺震旦”：震旦取自泰戈尔的外文名，后者意即太阳与雷；“竺”则取自印度的旧称——“天竺”。